# Rim (Buzet)
Pour les articles homonymes, voir RIM.
Rim (en italien : Roma) est une localité de Croatie située en Istrie, dans la municipalité de Buzet, dans le comitat d'Istrie. En 2001, la localité comptait 26 habitants.

## Démographie
| 1948 | 1953 | 1961 | 1971 | 1981 | 1991 | 2001 |
| ---- | ---- | ---- | ---- | ---- | ---- | ---- |
| 79   | 63   | 47   | 36   | 26   | 21   | 26   |